# محمد خير (لاعب كرة قدم)
محمد خير (6 أبريل 1986 -) هو لاعب كرة قدم أردني في مركز الوسط، ولد في مدينة عمان في الأردن. شارك مع منتخب الأردن تحت 23 سنة لكرة القدم ومنتخب الأردن لكرة القدم. أما مع النوادي، فقد لعب مع النادي الفيصلي ونادي الرمثا ونادي الفحيحيل ونادي اليرموك ونادي شباب الأردن ونادي شباب الحسين.